# Pradera de Saddleworth

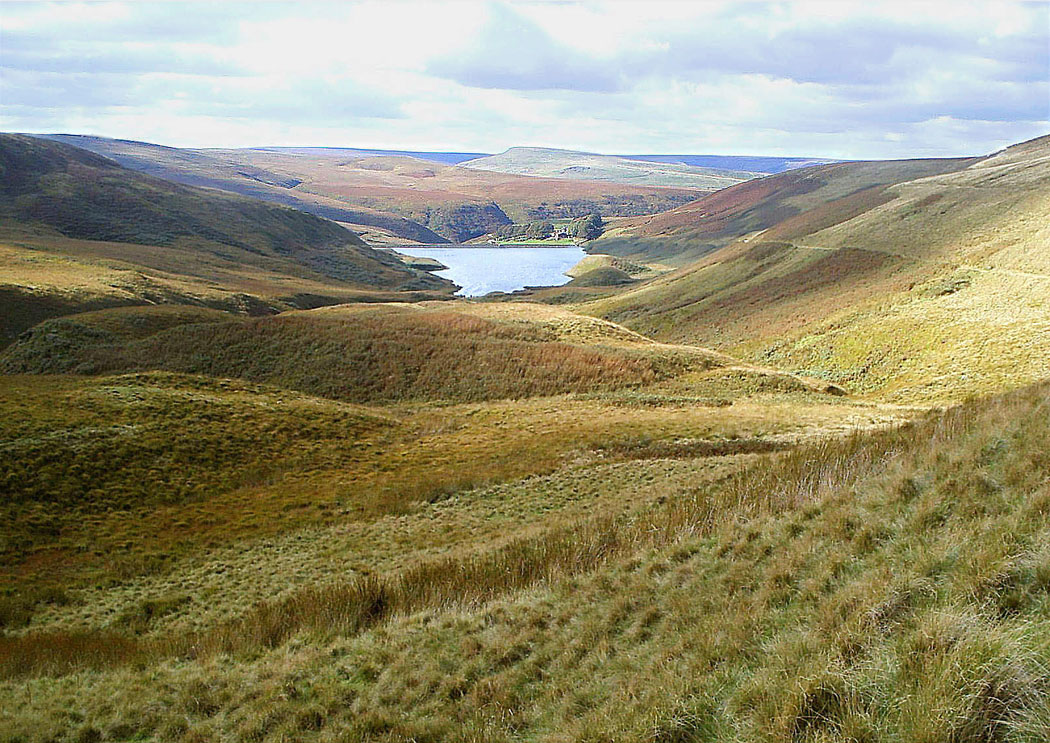
Pradera de Saddleworth.

La pradera de Saddleworth es una zona de páramos situada en la cordillera de los Peninos en el norte de Inglaterra entre Holmfirth y Greenfield en el Gran Mánchester.
La zona está dividida entre el Metropolitan Borough of Oldham y el Metropolitan Borough of Kirklees, en el condado inglés de Gran Mánchester y West Yorkshire respectivamente.
Ésta pradera adquirió fama internacional, por ser el lugar donde los asesinos en serie Ian Brady y Myra Hindley eligieron para enterrar a gran parte de sus víctimas. Debido a eso, sus crímenes son conocidos en Gran Bretaña como los "Moors Murders" (Asesinatos del Páramo). El cuerpo de una de las víctimas de ambos, Keith Bennett, nunca fue encontrado. Ambos dijeron que lo enterraron cerca de un arroyo, pero sin embargo, no saben decir dónde exactamente.
- Datos: Q1640131
- Multimedia: Saddleworth Moors / Q1640131